# Caligus schistonyx
Caligus schistonyx är en kräftdjursart som beskrevs av C. B. Wilson 1905. Caligus schistonyx ingår i släktet Caligus och familjen Caligidae. Inga underarter finns listade i Catalogue of Life.

## Bildgalleri

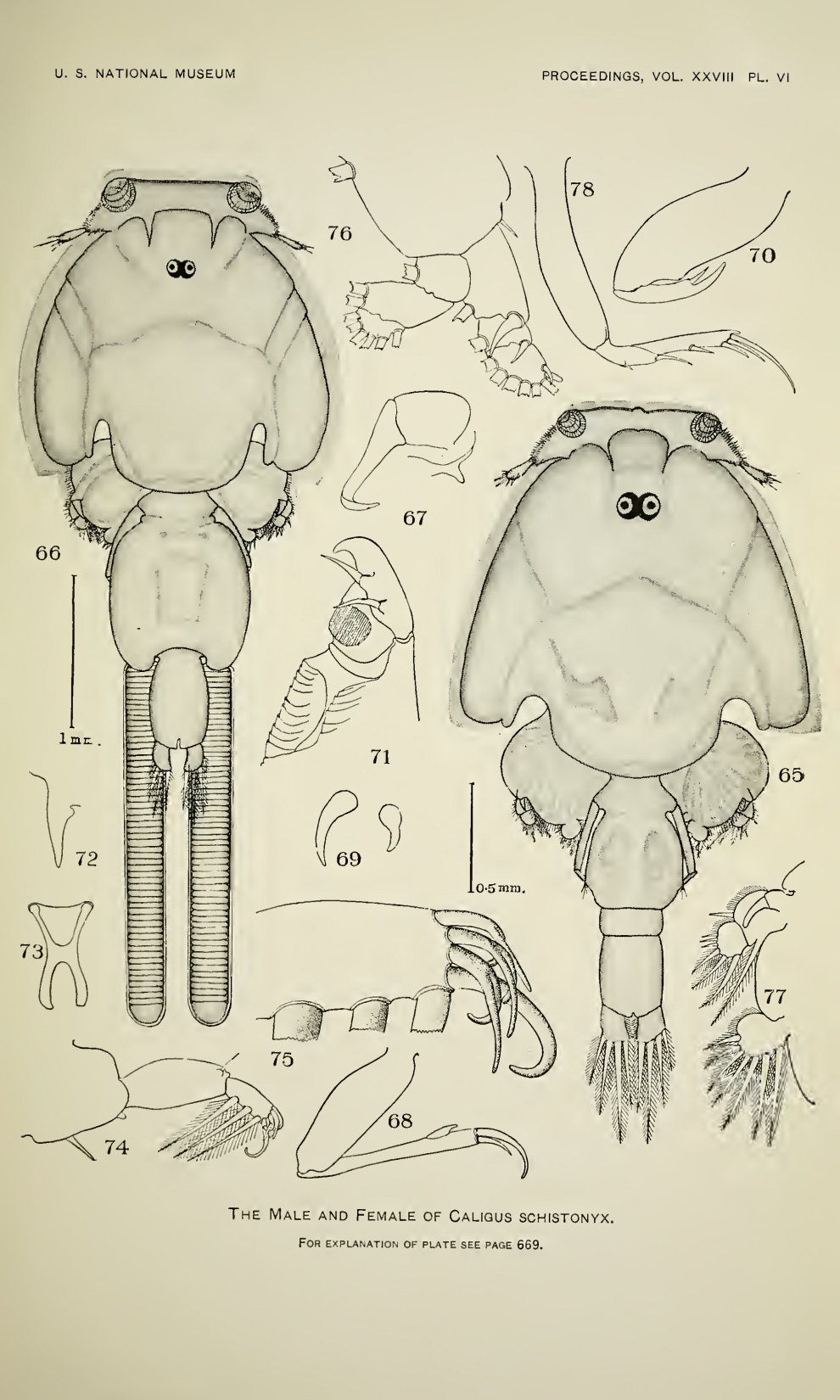